# Tisdale n.º 427
Tisdale n.º 427 es un municipio rural canadiense situado en la provincia de Saskatchewan.

## Superficie
Tisdale n.º 427 tiene una superficie de 843,02 km².

## Demografía
En 2021, tenía 885 habitantes, una densidad poblacional de 1 hab./km², y 374 viviendas.